# Linha Aduaneira Interior

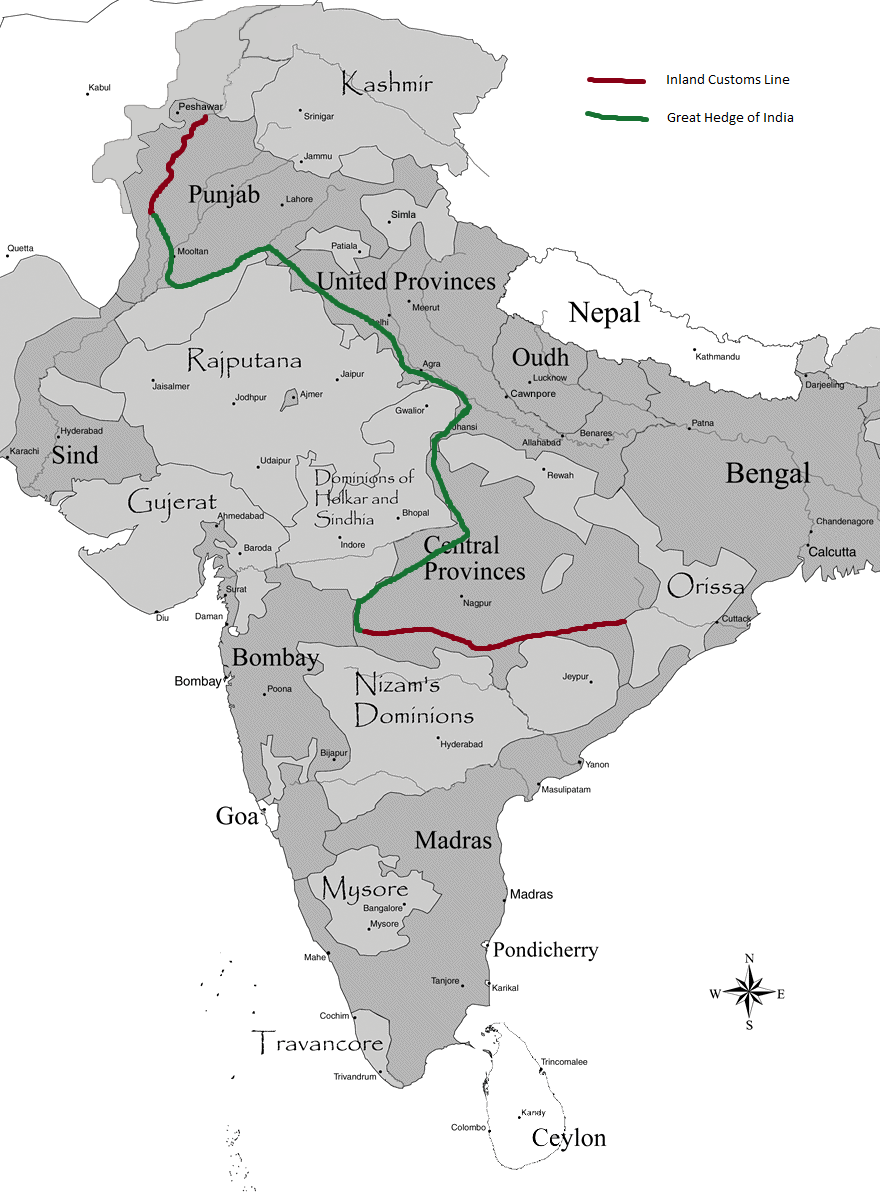
Traçado da Linha Aduaneira Interior (vermelho) e a Grande Barreira (verde) na década de 1870.

A Linha Aduaneira Interior (em inglês:  Inland Customs Line), que incorporou a Grande Barreira da Índia (em inglês:  Great Hedge ou Indian Salt Hedge), foi uma barreira alfandegária construída pelos britânicos em toda a Índia, principalmente para coletar o imposto sobre o sal. A alfândega foi iniciada enquanto a Índia estava sob controlo da Companhia Britânica das Índias Orientais, mas continuou no período de domínio britânico direto. A linha teve o seu início numa série de casas alfandegárias que se estabeleceram em Bengala, em 1803, para evitar o contrabando de sal que procurava contornar o imposto. Essas casas alfandegárias foram formadas em uma barreira contínua que foi colocada sob o controle do Departamento de Alfândega do Interior em 1843.
A linha foi gradualmente expandida à medida que mais território foi colocado sob controlo britânico até cobrir uma distância de mais de 4000 km, muitas vezes correndo ao longo de rios e outras barreiras naturais. Na sua maior extensão, estendeu-se do Punjab, no noroeste, até chegar ao estado principesco de Orissa, perto da Baía de Bengala, no sudeste. A linha foi inicialmente feita de material morto e espinhoso, como ramos de ameixa-indiana (Flacourtia indica), mas acabou evoluindo para uma cerca viva que chegava a 3,7 m de altura e que foi comparada à Grande Muralha da China. O Departamento de Alfândega do Interior empregou funcionários alfandegários, jemadares e outros homens para patrulhar a linha e prender contrabandistas, atingindo um pico de mais de 14 000 funcionários em 1872. A linha e a cerca foram consideradas uma violação da liberdade dos indianos e em oposição às políticas de livre comércio e foram abandonadas em 1879, quando o imposto foi aplicado no ponto de fabrico e os britânicos controlaram o lago Sambhar no Rajastão. O próprio imposto sobre o sal permaneceria em vigor até 1946.

## Origens
Quando a Linha Aduaneira Interior foi concebida, a Índia britânica era governada pela Companhia Britânica das Índias Orientais. Essa situação durou até 1858, quando a responsabilidade pelo governo da colónia foi transferida para a Coroa após os eventos da Rebelião Indiana de 1857. Em 1780, Warren Hastings, o governador-geral da empresa na Índia, colocou toda a manufatura de sal na presidência de Bengala sob controlo da empresa. Isso permitiu que ele aumentasse o antigo imposto sobre o sal em Bengala de 0,3 rúpias por maund (37 kg) para 3,25 rúpias por maund em 1788, uma taxa que permaneceu até 1879. Isso trouxe uma enorme receita para a empresa, totalizando 6.257.470 rúpias para o ano financeiro de 1784-85, penalizando o consumidor indiano, que teria de gastar cerca de duas rúpias por ano (dois meses de renda de um trabalhador) para prover sal para a sua família.
Era possível evitar o pagamento do imposto sobre o sal extraindo sal ilegalmente em salinas, roubando-o de armazéns ou contrabandeando sal dos estados principescos que permaneciam fora do domínio britânico direto. Esta última via era a maior ameaça às receitas de sal da companhia. Muito do sal contrabandeado chegou a Bengala vindo do oeste e a empresa decidiu agir para impedir esse comércio. Em 1803, uma série de alfândegas e barreiras foram construídas nas principais estradas e rios de Bengala para coletar o imposto sobre o sal comercializado, bem como sobre o tabaco e outras importações. Essas alfândegas eram apoiadas por "alfândegas preventivas" localizadas perto das salinas e da costa de Bengala para coletar o imposto na fonte.
Essas alfândegas, por si, pouco fizeram para evitar a evasão em massa do imposto sobre o sal. Isso ter-se-á devido à falta de uma barreira contínua, à corrupção no pessoal da alfândega e à expansão de Bengala para oeste, em direção a estados ricos em sal.  Em 1823, o comissário da Alfândega de Agra, George Saunders, instalou uma linha de postos alfandegários ao longo dos rios Ganges e Yamuna, de Mirzapur a Allahabad, que acabaria por evoluir para a Linha Aduaneira Interior. O principal objetivo era evitar que o sal fosse contrabandeado do sul e do oeste, mas também havia uma linha secundária que ligava Allahabad ao Nepal para evitar o contrabando da fronteira noroeste. A anexação de Sindh e do Punjab permitiu que a linha fosse estendida para noroeste por G.H. Smith, que se tornou Comissário da Alfândega em 1834. Smith isentou de impostos itens como o tabaco e o ferro, para se concentrar no sal, e foi responsável pela expansão e melhoria da linha, aumentando seu orçamento para 790.000 rúpias por ano e o quadro de funcionários para 6600 homens. Sob a liderança de Smith, a linha passou por muitas reformas e foi oficialmente denominada Inland Customs Line em 1843.

## Linha Aduaneira Interior
A nova Linha Aduaneira Interna de Smith concentrou-se primeiro entre Agra e Delhi, e consistia em uma série de postos alfandegários em intervalos de uma milha, ligados por um caminho elevado com passagens (conhecidas como "chokis") para permitir que as pessoas cruzassem a linha a cada quatro milhas. O policiamento da barreira e dos terrenos circundantes, a uma distância de 10 a 15 milhas (16 a 24 km), era da responsabilidade do Departamento de Alfândega do Interior, chefiado por um Comissário da Alfândega do Interior. O departamento equipou cada posto com um jemadar indiano (aproximadamente equivalente a um oficial do mandado britânico) e dez homens, apoiados por patrulhas que operavam de 2 a 3 milhas atrás da linha. A linha estava principalmente destinada à cobrança do imposto sobre o sal, mas também coletava impostos sobre o açúcar exportado de Bengala e funcionava como um impedimento contra o contrabando de ópio, bhang e cannabis.

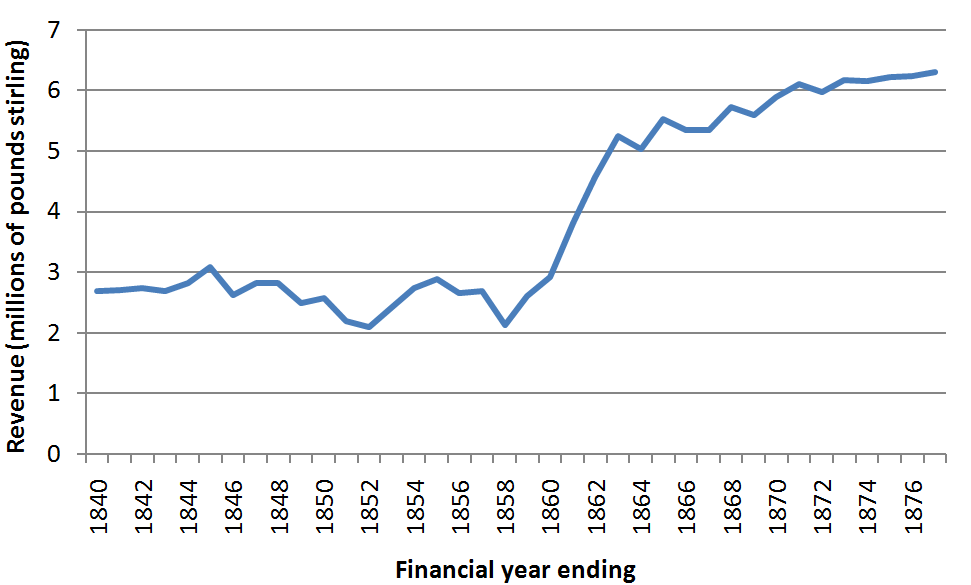
Receitas do imposto sobre o sal 1840–77

O fim do governo da companhia em 1858 permitiu que o governo britânico expandisse Bengala por meio de aquisições territoriais, atualizando a linha conforme necessário. Em 1869, o governo de Calcutá ordenou a conexão de secções da linha numa barreira alfandegária contínua que se estendia por 4030 km do Himalaia a Orissa, perto da Baía de Bengala. Esta distância foi considerada o equivalente de Londres a Constantinopla. A secção norte de Tarbela a Multan era ligeiramente protegida com postos espalhados ainda mais como o largo rio Indo foi considerada uma barreira suficiente ao contrabando. A secção mais protegida tinha cerca de 2300 km de comprimento e começou em Multan, correndo ao longo dos rios Sutlej e Yamuna antes de terminar ao sul de Burhanpur. A secção final de 1278 km tinha distâncias maiores entre os postos alfandegários e corria para leste até Sonapur.
No ano fiscal de 1869-70, a linha arrecadou 12,5 milhões de rúpias em impostos sobre o sal e 1 milhão de rúpias em impostos sobre o açúcar, a um custo de manutenção de 1,62 milhões de rúpias. Nesse período, a linha empregava cerca de 12 000 homens e mantinha 1727 postos alfandegários. Em 1877, o imposto sobre o sal valia 6,3 milhões de libras esterlinas (aproximadamente 29,1 milhões de rúpias) para o governo britânico na Índia, com a maioria sendo coletada nas províncias de Madras e Bengala, situadas em ambos os lados da linha alfandegária.

## Grande Cerca

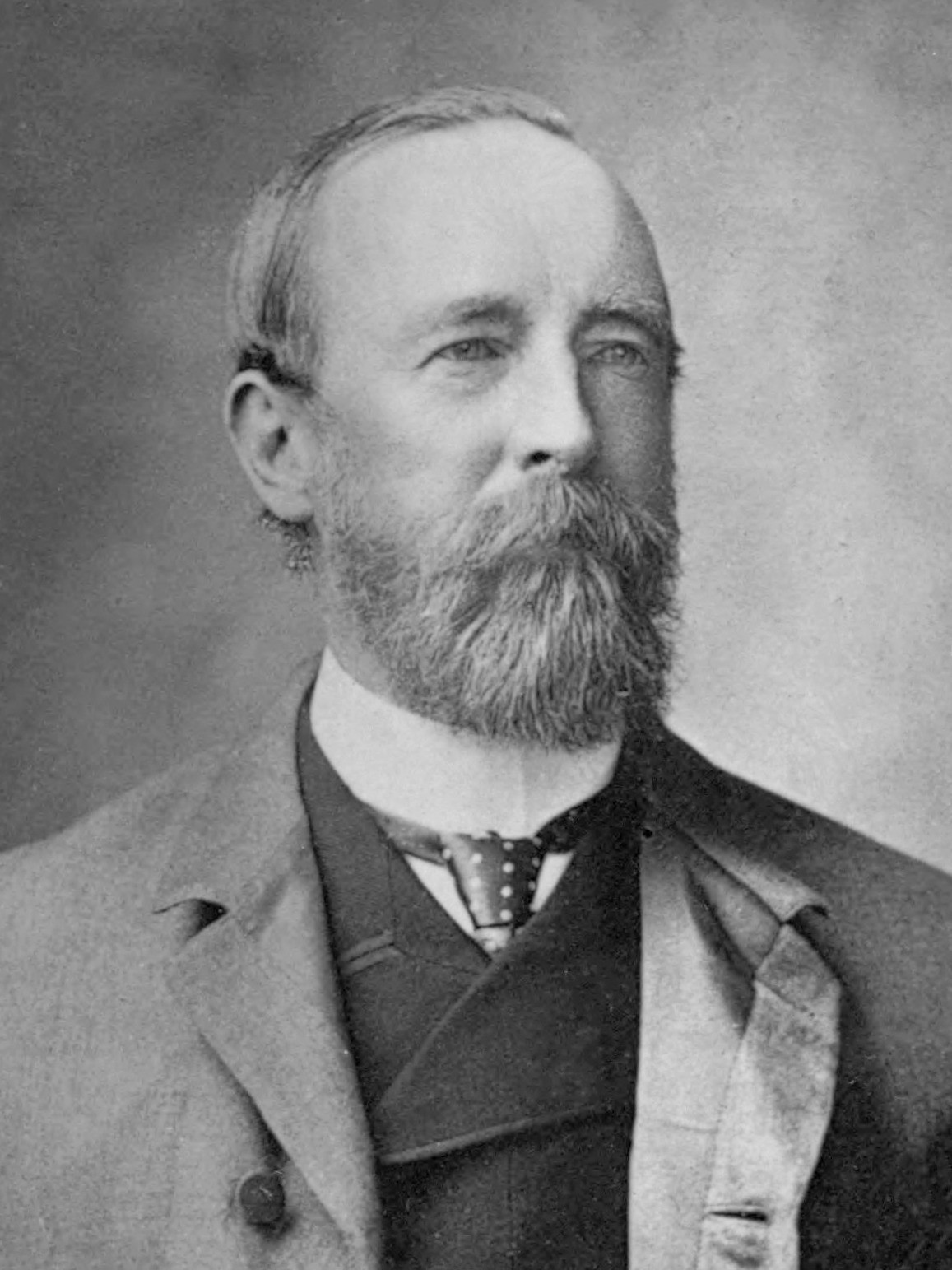
Allan Octavian Hume, retrato de 1889

Não se sabe quando uma sebe viva real foi cultivada pela primeira vez ao longo da linha alfandegária, mas é provável que tenha começado na década de 1840, quando arbustos espinhosos, cortados e colocados ao longo da linha como uma barreira (conhecida como "sebe seca", ou sebe morta), criou raízes. Em 1868, havia já 290 km de cerca viva "totalmente impenetrável". A sebe seca original consistia principalmente em amostras da ameixa-anã-indiana fixada na linha com estacas. Esta sebe estava em risco de ataque de formigas brancas, ratos, fogo, tempestades, gafanhotos, trepadeiras parasitas, decomposição natural e ventos fortes que poderiam destruir grandes secções de cada vez e necessitava de manutenção constante. Allan Octavian Hume, Comissário da Alfândega Interior de 1867-70, estimou que cada milha de sebe seca exigia 250 toneladas de material para construir e que esse material tinha que ser transportado para a linha entre 0,25 e 6 milhas (0,40 e 9,66 km) de distância. A quantidade de mão de obra envolvida em tal tarefa foi uma das razões pelas quais uma sebe viva foi incentivada, especialmente porque os danos exigiam a substituição de cerca de metade da sebe seca a cada ano.
Em 1869, Hume, preparando-se para uma rápida expansão da sebe viva, começou a testar vários arbustos espinhosos indígenas para ver quais seriam adequados às diferentes condições de solo e chuva. O resultado foi que o corpo principal da sebe era composto de ameixa-indiana, babool, karonda e várias espécies de Euphorbia. A Opuntia era usada onde as condições impediam que nada mais pudesse crescer, como foi encontrado em partes do distrito de Hisar, e em outros lugares foi plantado bambu. Onde o solo era pobre, era escavado e substituído ou coberto por um solo melhor e nas planícies aluviais a sebe era plantada em uma margem elevada para protegê-la. A cerca viva foi regada a partir de poços próximos ou água da chuva coletada em grandes valas construídas de propósito e uma estrada "bem feita" foi construída ao longo de todo o seu comprimento.
Hume foi o responsável por transformar a sebe de "uma mera linha de mudas persistentemente anãs, ou de arbustos irregularmente espalhados e desconectados" em uma barreira formidável que, ao final de seu mandato como comissário, continha 448,75 milhas (722,19 km) de "perfeito "cobertura e 233,5 milhas (375,8 km) de cobertura" forte e boa", mas não impenetrável. A cerca viva não tinha menos de 2,4 m de altura e 1,2 m de espessura e, em alguns lugares, tinha 3,7 m de altura e 4,3 m de espessura.  O próprio Hume observou que sua barreira estava "em sua forma mais perfeita, ... totalmente intransponível para o homem ou a besta".
Hume também realinhou substancialmente a Linha Aduaneira Interior, juntando seções separadas e removendo algumas das pontas que não eram mais necessárias. Onde isso aconteceu, trechos inteiros de cerca viva foram abandonados, e os homens teriam que construir uma cerca viva do zero no novo alinhamento. A sebe viva foi terminada em Burhanpur, no sul, além da qual não poderia crescer, e em Layyah, no norte, onde se encontrava com o rio Indo , cuja forte correnteza foi considerada suficiente para deter os contrabandistas. O historiador Henry Francis Pelham comparou o uso do Indo desta forma ao do Rio Meno, na Alemanha moderna, para as fortificações romanas de Limes Germanicus.
Hume foi substituído como Comissário da Alfândega em 1870 por GHM Batten, que ocuparia o cargo durante os seis anos seguintes. Sua administração viu pouco realinhamento da sebe, mas um amplo fortalecimento do trecho existente, incluindo a construção de paredes de pedra e sistemas de fossos e bancos onde a sebe não poderia ser cultivada. No final do primeiro ano de Batten, ele havia aumentado o comprimento da sebe "perfeita" em 111,25 milhas (179,04 km), e em 1873 a porção central entre Agra e Delhi era considerada quase inexpugnável. A linha foi ligeiramente alterada em 1875-6 para correr ao longo do recém-construído Canal de Agra, que foi considerado um obstáculo suficiente para permitir que a distância entre os postos de guarda fosse aumentada para 1,5 milhas (2,4 km).
O substituto de Batten como comissário foi WS Halsey, que seria o último a comandar a "Great Hedge". Sob o controlo de Halsey, a sebe cresceu ao máximo, atingindo um pico de 411,5 milhas (662,2 km) de sebe viva "perfeita" e "boa" em 1878 com mais 1785,6 km de sebe inferior, seca cerca viva ou parede de pedra. A sebe viva se estendia por pelo menos 1300 km e em alguns lugares era apoiada por uma barreira adicional de sebe seca. Todo o trabalho de manutenção foi interrompido na sebe em 1878 após a decisão de abandonar a linha em 1879.

## Abandono

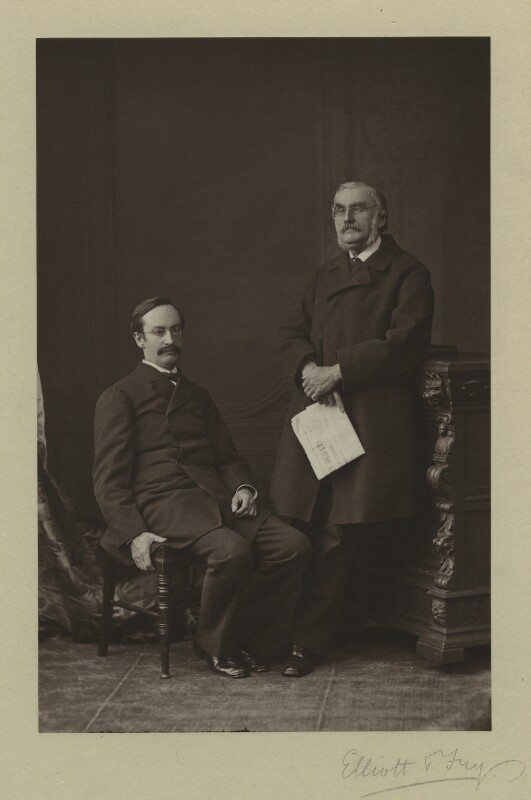
Sir John Strachey (esq.), retratado em 1876

Vários vice-reis britânicos consideraram o desmantelamento da linha, visto que era um grande obstáculo para viagens e comércio livres em todo o subcontinente. Isso se deveu em parte ao uso da linha para a cobrança de impostos sobre o açúcar (que representava 10% da receita), bem como sobre o sal, o que significa que o tráfego teve que ser interrompido e revistado em ambas as direções.] Além disso, a linha havia criado um número confuso de diferentes jurisdições alfandegárias na área em seu redor. Os vice-reis também ficaram descontentes com a corrupção e o suborno que estavam presentes no sistema alfandegário interno e com a forma como a linha passou a servir como um símbolo de impostos injustos (peças foram incendiadas durante a rebelião indiana de 1857). No entanto, o governo não podia se dar ao luxo de perder a receita gerada pela linha e, portanto, antes que pudesse aboli-la, precisava assumir o controle de toda a produção de sal na Índia, para que o imposto pudesse ser aplicado no ponto de manufatura.
O vice-rei de 1869 a 1872, Lord Mayo, deu os primeiros passos para a abolição da linha, instruindo as autoridades britânicas a negociar acordos com os governantes dos estados principescos para assumir o controle da produção de sal. O processo foi acelerado pelo sucessor de Mayo, Lord Northbrook, e pela perda de receita causada pela Grande Fome de 1876–1878, que reduziu o imposto sobre a terra e matou 6,5 milhões de pessoas. Tendo assegurado a produção de sal, o Ministro das Finanças da Índia Britânica, Sir John Strachey, conduziu uma revisão do sistema tributário e suas recomendações, implementadas pelo vice-rei Lord Lytton, resultou no aumento do imposto sobre o sal em Madras, Bombaim e norte da Índia para 2,5 rúpias por maund e uma redução em Bengala para 2,9 rúpias. Esta diferença reduzida de impostos entre territórios vizinhos tornou o contrabando antieconômico e permitiu o abandono da Linha Aduaneira Interior em 1 de abril de 1879. O imposto sobre o açúcar e 29 outros bens trasacionáveis havia sido abolido um ano antes. As reformas tributárias de Strachey continuaram, e ele acabou com as taxas de importação e quase completou o livre comércio para a Índia em 1880. Em 1882, o vice-rei Lord Ripon finalmente padronizou o imposto sobre o sal na maior parte da Índia a uma taxa de duas rúpias por maund. No entanto, os distritos transindus da Índia continuaram a ser tributados em oito annas (meia rupia) por maund até 23 de julho de 1896 e a Birmânia manteve sua taxa reduzida de apenas três annas.  A equalização do imposto custou ao governo 1,2 milhão de rúpias de receita perdida. O potencial de contrabando de sal da região de Kohat (transindus) significava que a seção noroeste da linha, cerca de 325 milhas de Layyah a Torbela, continuava a ser policiada pelo Departamento de Receita do Sal no Norte da Índia até pelo menos 1895.